# Сазы
Сазы (каз. Сазы) — село в Енбекшиказахском районе Алматинской области Казахстана. Входит в состав Акшийского сельского округа. Код КАТО — 194035500.

## Население
В 1999 году население села составляло 120 человек (63 мужчины и 57 женщин). По данным переписи 2009 года, в селе проживало 76 человек (38 мужчин и 38 женщин).